# Калпет (Вайоминг)
Калпет (англ. Calpet) — невключённая территория, расположенная в округе Сублетт (штат Вайоминг, США) с населением в 7 человек по статистическим данным переписи 2000 года.

## География
По данным Бюро переписи населения США, невключённая территория Калпет имеет общую площадь в 11,91 квадратных километров, водных ресурсов в черте населённого пункта не имеется.
Невключённая территория Калпет расположена на высоте 2081 метр над уровнем моря.

## Демография
По данным переписи населения 2000 года, в Калпете проживало 7 человек, 2 семьи, насчитывалось 3 домашних хозяйств и 5 жилых домов. Средняя плотность населения составляла около 0,6 человек на один квадратный километр. Расовый состав Калпета по данным переписи был исключительно белым.
Из 3 домашних хозяйств в 66,7 % — воспитывали детей в возрасте до 18 лет, 33,3 % представляли собой совместно проживающие супружеские пары, 33,3 % не имели семей. Средний размер домашнего хозяйства составил 2,33 человек, а средний размер семьи — 2,50 человек.
Средний доход на одно домашнее хозяйство в невключённой территории составил 53 750 долларов США, а средний доход на одну семью — 53 750 долларов. При этом мужчины имели средний доход в 43 750 долларов США в год против 11 250 долларов среднегодового дохода у женщин. Доход на душу населения в невключённой территории составил 17 067 долларов в год. Все семьи Калпета имели доход, превышающий уровень бедности.